# N81 (België)
De N81 is een gewestweg in de Belgische provincie Luxemburg. Deze weg vormt de verbinding tussen Aarlen en Athus.
De totale lengte van de N81 bedraagt 11,649 km. Bij Athus sluit de N81 aan op de A28. Het grootste gedeelte van de route is uitgevoerd in 2 rijbanen met elk 2 rijstroken, waar een maximumsnelheid van 90 kilometer per uur geldt.
Zolang de A28 niet verder wordt afgewerkt naar het noorden tot Aarlen, is het grootste gedeelte van de N81, vanaf de kruising met de A4, een onderdeel van de Europese weg 411.

## Plaatsen langs de N81
- Aarlen
- Messancy
- Aubange
- Athus